# Bracon haemobaphes
Bracon haemobaphes är en stekelart som beskrevs av Marshall 1892. Bracon haemobaphes ingår i släktet Bracon och familjen bracksteklar. Inga underarter finns listade.